# Prionolabis acutistylus
Prionolabis acutistylus är en tvåvingeart som först beskrevs av Alexander 1925.  Prionolabis acutistylus ingår i släktet Prionolabis och familjen småharkrankar. Inga underarter finns listade i Catalogue of Life.